# S. Orgelbranda Encyklopedia Powszechna (1898)

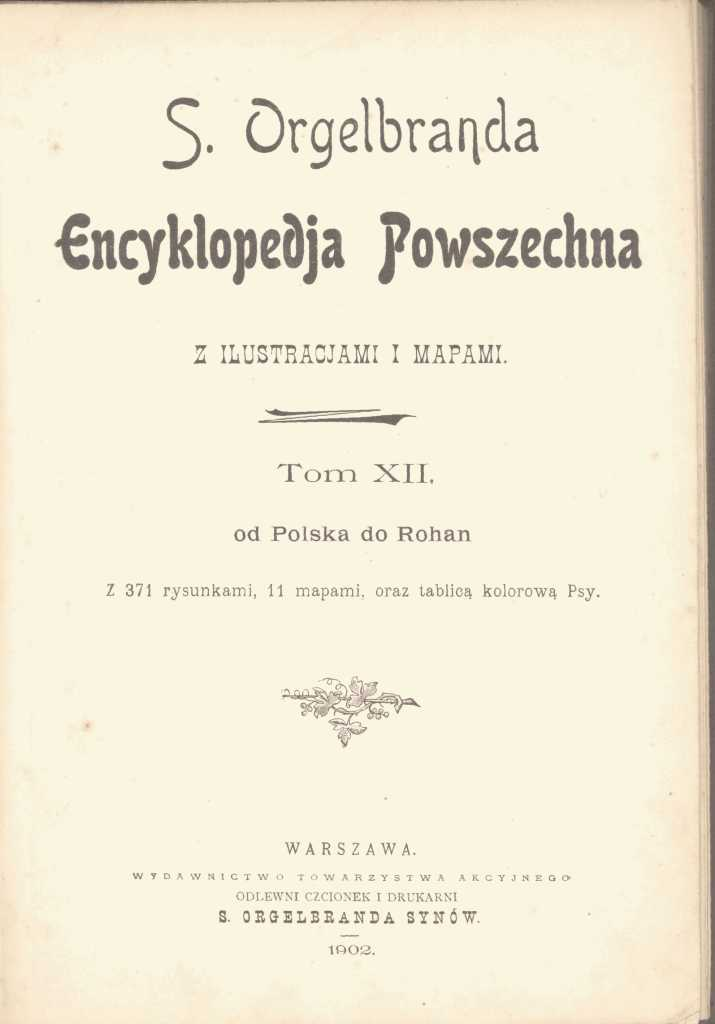
Strona tytułowa tomu XII

S. Orgelbranda Encyklopedja Powszechna (pisownia oryginalna) – polska encyklopedia, trzecia i ostatnia spośród encyklopedii wydanych przez firmę Samuela Orgelbranda. Osiemnastotomowe ilustrowane dzieło wydane zostało w Warszawie już po śmierci założyciela firmy przez jego synów (w Wydawnictwie Towarzystwa Akcyjnego Odlewni Czcionek i Drukarni S. Orgelbranda Synów).

## Zawartość
Składa się z 16 tomów podstawowych wydanych w latach 1898–1904 (w tomie szesnastym zawarty jest Suplement) oraz dwóch tomów drugiego suplementu (w 1911 Suplement II cz. 1 zawierający hasła od A do J, a w 1912 Suplement II cz. 2 zawierający pozostałe hasła – od K do Ż – oraz uzupełnienia). Ponadto w tomie I, wydanym w 1898, zamieszczone były na końcu „dopełnienia” (informacje uzupełniające do dwóch haseł) oraz errata bieżącego tomu. W żadnym z następnych tomów takich uzupełnień ani errat nie drukowano.

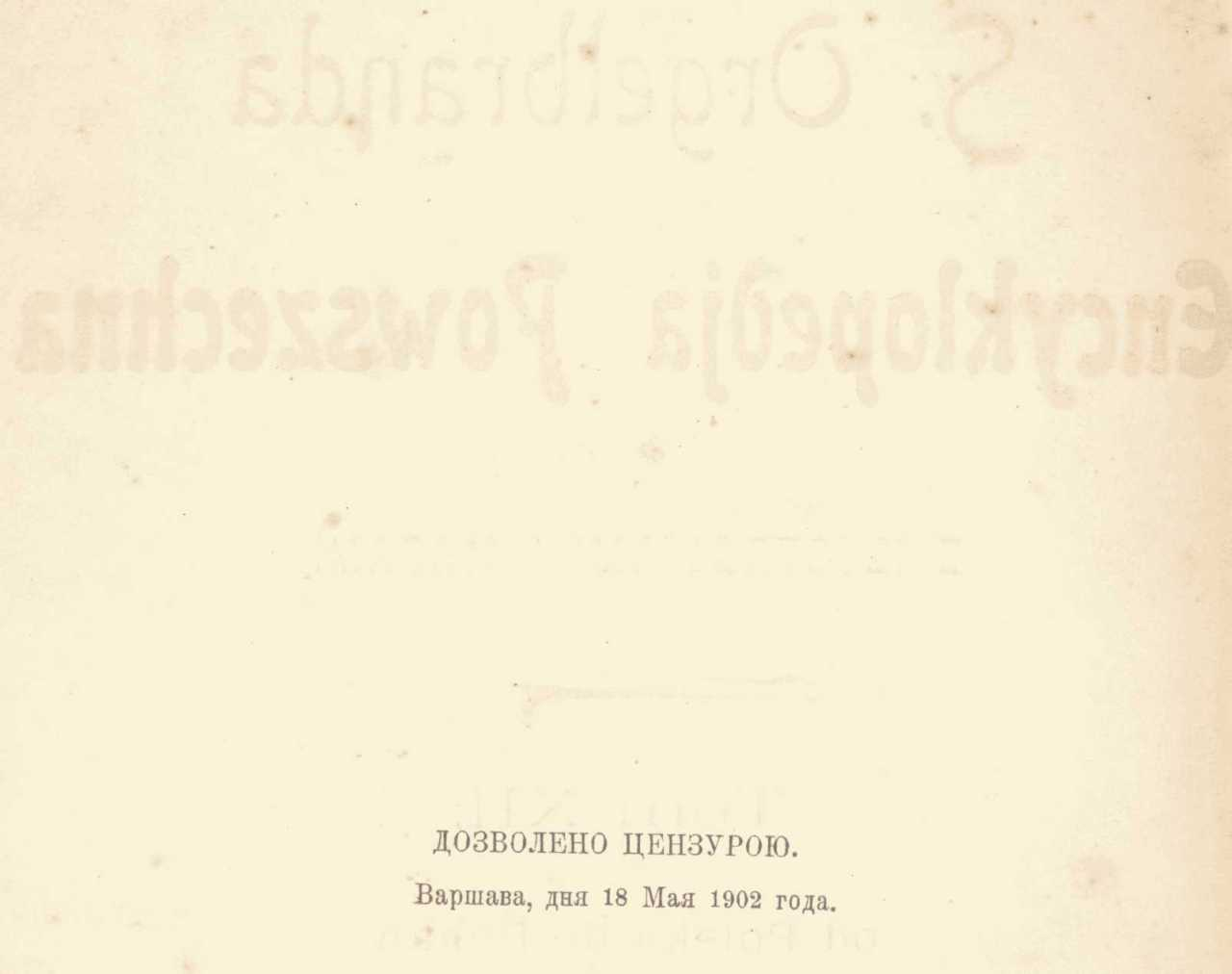
adnotacja cenzury

Encyklopedia wydana została na ziemiach polskich zaboru rosyjskiego, dlatego każdy jej tom ma adnotację rosyjskiej cenzury.
Każdy z tomów Encyklopedii – format stron 243×170 mm, w tłoczonej oprawie skórzanej (format po oprawie ok. 247×190 mm) ze złoceniami – liczy około sześciuset stron. Wydawnictwo ilustrowane jest licznymi (po kilkaset w każdym tomie) rysunkami w tekście. Oprócz rysunków encyklopedia zawiera kilkadziesiąt kolorowych litograficznych map oraz innych ilustracji barwnych w formie wklejek.
| Tom | Rok  | Hasła (od – do)         |      | Tom  | Rok                   | Hasła (od – do) |      | Tom                 | Rok   | Hasła (od – do) |                                                                                     | Tom | Rok  | Hasła (od – do)                      |
| I   | 1898 | A – Ażur                |      | VI   | 1900                  | G – Herburty    |      | XI                  | 1901  | O – Polonus     |                                                                                     | XVI | 1904 | Z – Żyżmorskie starostwo i Suplement |
| II  | 1898 | B – Borysz              | VII  | 1900 | Hercegowina – Jylland | XII             | 1902 | Polska – Rohan      | XVII  | 1911            | Suplement II cz. 1, Aakjaer – Jużakow                                               |     |      |                                      |
| III | 1898 | Boryszewski – Constable | VIII | 1900 | K – Kruszyński        | XIII            | 1903 | Rohatyn – Sovereign | XVIII | 1912            | Suplement II cz. 2, Kaan-Albert – Żytomierz; uzup. do Suplementu II, Abegg – Wilson |     |      |                                      |
| IV  | 1899 | Constans – Dżyhad       | IX   | 1901 | Krut Bolej – Marr     | XIV             | 1903 | Sowa – Tzschirner   |       |                 |                                                                                     |     |      |                                      |
| V   | 1899 | E – Fyt                 | X    | 1901 | Marrast – Nyx         | XV              | 1903 | U – Yvon            |       |                 |                                                                                     |     |      |                                      |